# Christianisme en Ouzbékistan

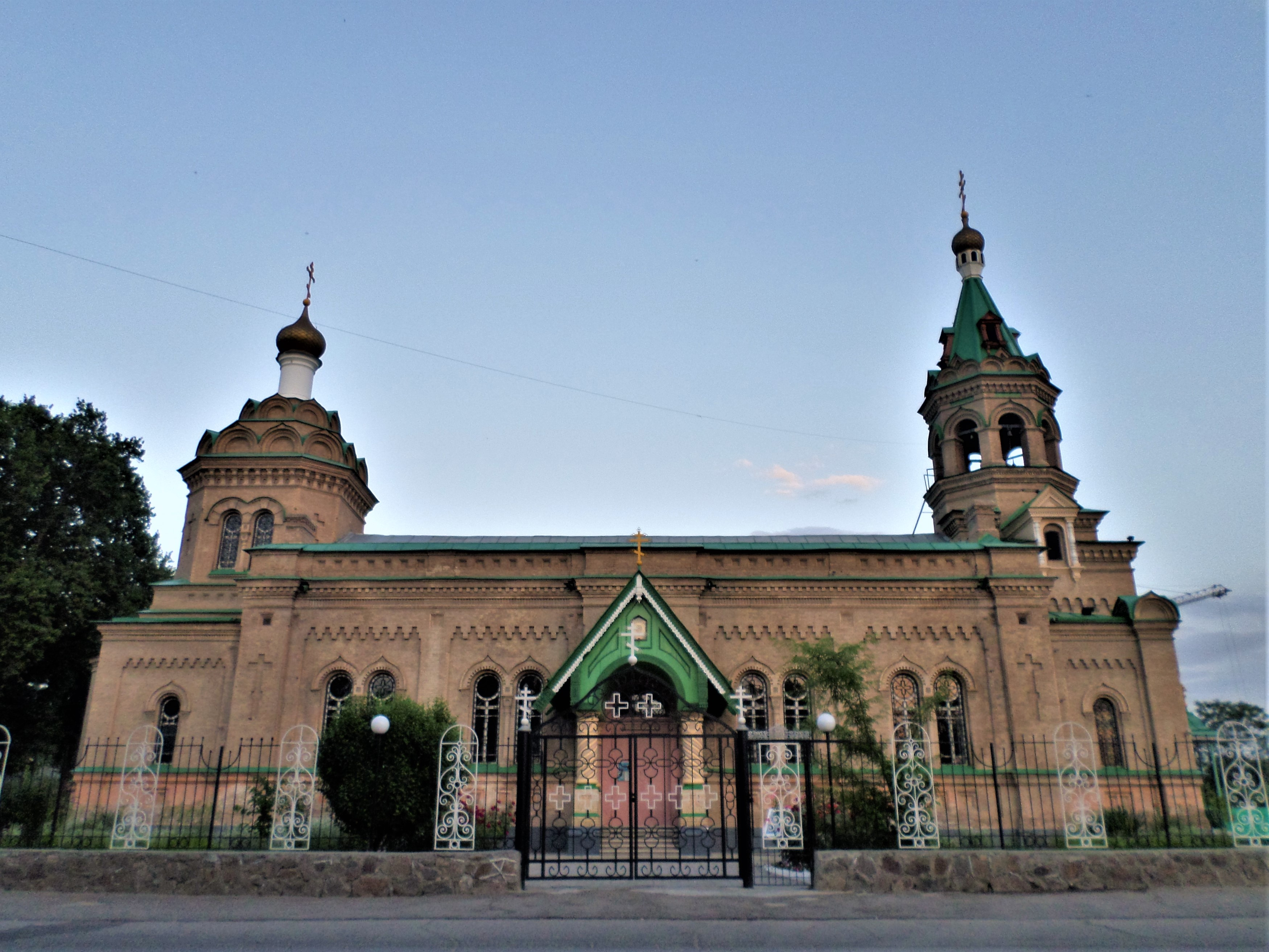
Cathédrale Saint-Alexis de Moscou à Samarcande

Il n'y a pas de statistiques officielles concernant l'appartenance religieuse des populations d'Ouzbékistan. D'après le département d'État des États-Unis, 90 % de la population y est de confession musulmane sunnite et 1 % musulmane chiite. Concernant la population de confession chrétienne, la population orthodoxe est estimée à 5 %, chiffre en déclin eu égard à la migration des populations d'origine russe et slave. Les autres branches du christianisme présentes (catholiques romains, chrétiens coréens - méthodistes, baptistes et presbytériens -, luthériens, adventistes du septième jour, évangélicalistes et pentecôtistes) se répartissent en petites communautés dans les 3 % restant avec les autres confessions. 
L'Ouzbékistan a été porté sur la liste des pays à statut particulier du département d'État des États-Unis en rapport aux violations de la liberté religieuse.

## Protestants
Les protestants sont moins qu'un pour cent de la population. L'Église Évangélique luthérienne en Ouzbékistan compte sept paroisses. Le siège de l'évêque est à Tachkent. La présidente du synode est Guilda Razpopova.[réf. nécessaire]